# Pedro Pablo Turner
Pedro Pablo Turner apodado El Negrito (Chaco, Argentina 1940 - Avellaneda, Argentina, 16 de mayo de 1976) fue un militante político de la Juventud Peronista y sindicalista del sector gráfico. Fue intendente de Lomas de Zamora entre 1973 y 1974, hasta ser destituido por el concejo deliberante local. Dichas destituciones fueron parte de una reorganización política impulsada por el presidente Juan Domingo Perón. La intendencia fue asumida por el concejal Eduardo Duhalde. 
El 29 de marzo de 1976, 5 días después del inicio del Golpe de Estado, fue detenido en la Provincia del Chaco y algunos días después su cuerpo fue hallado en el Partido de Avellaneda.
En homenaje, una parada de ferrocarril lleva su nombre.